# Lista odcinków serialu The Real O’Neals
Poniżej znajduje się lista odcinków serialu telewizyjnego The Real O’Neals – emitowanego przez amerykańską stację telewizyjną ABC od 2 marca 2016 roku do 14 marca 2017 roku Powstały dwie serię, które łącznie składają się z 29 odcinków. W Polsce serial nie był emitowany.
| Sezon | Sezon | Odcinki | Oryginalna emisja    | Oryginalna emisja | Oryginalna emisja | Oryginalna emisja | Oryginalna emisja |
| Sezon | Sezon | Odcinki | Premiera sezonu      | Finał sezonu      | Premiera sezonu   | Finał sezonu      |                   |
| ----- | ----- | ------- | -------------------- | ----------------- | ----------------- | ----------------- | ----------------- |
|       | 1     | 13      | 2 marca 2016         | 24 maja 2016      | brak danych       | brak danych       |                   |
|       | 2     | 16      | 11 października 2016 | 14 marca 2017     | brak danych       | brak danych       |                   |

## Sezon 1 (2016)
| Nr | #  | Tytuł                 | Reżyseria         | Scenariusz                                                      | Premiera         | Premiera |
| -- | -- | --------------------- | ----------------- | --------------------------------------------------------------- | ---------------- | -------- |
| 1  | 1  | Pilot                 | Todd Holland      | Josh Sternin, Jennifer Ventimilia, Casey Johnson, David Windsor | 2 marca 2016     |          |
| 2  | 2  | The Real Papaya       | Todd Holland      | Casey Johnson, David Windsor                                    | 2 marca 2016     |          |
| 3  | 3  | The Real Lent         | Rebecca Asher     | Scott King                                                      | 8 marca 2016     |          |
| 4  | 4  | The Real F Word       | Christine Gernon  | Stacy Traub                                                     | 15 marca 2016    |          |
| 5  | 5  | The Real Spring Fever | Phil Traill       | Kristin Newman                                                  | 22 marca 2016    |          |
| 6  | 6  | The Real Man          | Elliot Hegarty    | Adam Roberts                                                    | 29 marca 2016    |          |
| 7  | 7  | The Real Grandma      | Silver Tree       | Cheryl Holliday                                                 | 5 kwietnia 2016  |          |
| 8  | 8  | The Real Book Club    | Victor Nelli, Jr. | Sonny Lee                                                       | 19 kwietnia 2016 |          |
| 9  | 9  | The Real Wedding      | Rebecca Asher     | Becky Mann, Audra Sielaff                                       | 26 kwietnia 2016 |          |
| 10 | 10 | The Real Retreat      | Todd Holland      | Lewaa Nasserdeen                                                | 3 maja 2016      |          |
| 11 | 11 | The Real Other Woman  | Rebecca Asher     | Kevin Biegel                                                    | 10 maja 2016     |          |
| 12 | 12 | The Real Rules        | Eyal Gordin       | Kristin Newman                                                  | 17 maja 2016     |          |
| 13 | 13 | The Real Prom         | Todd Holland      | Stacy Traub, Casey Johnson, David Windsor                       | 24 maja 2016     |          |

## Sezon 2 (2016-2017)
| Nr | #  | Tytuł                     | Reżyseria         | Scenariusz                               | Premiera             | Premiera    |
| -- | -- | ------------------------- | ----------------- | ---------------------------------------- | -------------------- | ----------- |
| 14 | 1  | The Real Thang            | Todd Holland      | Casey Johnson, David Windsor             | 11 października 2016 | brak danych |
| 15 | 2  | The Real Dates            | Eyal Gordin       | Kristin Newman                           | 18 października 2016 | brak danych |
| 16 | 3  | The Real Halloween        | Silver Tree       | Stacy Traub                              | 25 października 2016 | brak danych |
| 17 | 4  | The Real Move             | Jaffar Mahmood    | Becky Mann, Audra Sielaff                | 1 listopada 2016     | brak danych |
| 17 | 5  | The Real Tradition        | Rebecca Asher     | Steve Joe                                | 15 listopada 2016    | brak danych |
| 18 | 6  | The Real Fit              | Elliot Hegarty    | Sam Laybourne                            | 29 listopada 2016    | brak danych |
| 19 | 7  | The Real Match            | Todd Holland      | Adam Roberts                             | 6 grudnia 2016       | brak danych |
| 20 | 8  | The Real Christmas        | Rebecca Asher     | Rob Sudduth                              | 13 grudnia 2016      | brak danych |
| 21 | 9  | The Real Sin              | Rebecca Asher     | Rob Sudduth                              | 3 stycznia 2017      | brak danych |
| 22 | 10 | The Real Acceptance       | Victor Nelli, Jr. | Josh Kirby, Jon Veles                    | 17 stycznia 2017     | brak danych |
| 23 | 11 | The Real Third Wheel      | Todd Holland      | Becky Mann, Audra Sielaff                | 7 lutego 2017        | brak danych |
| 24 | 12 | The Real Brother's Keeper | Eyal Gordin       | Steve Joe                                | 14 lutego 2017       | brak danych |
| 25 | 13 | The Real Confirmation     | Todd Holland      | Billy Finnegan                           | 21 lutego 2017       | brak danych |
| 26 | 14 | The Real Heartbreak       | Kevin Bray        | Robert Sudduth                           | 28 lutego 2017       | brak danych |
| 27 | 15 | The Real Mr. Nice Guy     | Jaffar Mahmood    | Adam Roberts                             | 7 marca 2017         | brak danych |
| 28 | 16 | The Real Secrets          | Todd Holland      | Stacy Traub,Casey Johnson, David Windsor | 14 marca 2017        | brak danych |